# Знаки почтовой оплаты СССР (1938)
Зна́ки почто́вой опла́ты СССР (1938) — перечень (каталог) знаков почтовой оплаты (почтовых марок), введённых в обращение дирекцией по изданию и экспедированию знаков почтовой оплаты Народного комиссариата связи СССР в 1938 году.
С января по декабрь 1938 года было выпущено 97 почтовых марок, в том числе 94 памятные (коммеморативные) и три стандартные: 2 — третьего и 1 — четвёртого стандартного выпуска СССР, для которой был использован рисунок марки предыдущего выпуска. Тематика коммеморативных марок охватывала знаменательные даты, государственную символику СССР, строительство метрополитена в Москве, спорт, курорты СССР, была посвящена участию СССР в выставке в Париже, а также воздушной экспедиции на Северный полюс и первым двум беспосадочным перелётам в США.

## Список коммеморативных (памятных) марок
Порядок следования элементов в таблице соответствует номеру по каталогу марок СССР (ЦФА), в скобках приведены номера по каталогу «Михель».
| № по каталогу                                                             | Изображение | Описание и источники | Номинал   | Дата выпуска          | Тираж      | Художник                     |
| ------------------------------------------------------------------------- | ----------- | --- | --------- | --------------------- | ---------- | ---------------------------- |
| (ЦФА [АО «Марка»] № 568) (Mi #602)                                        |             | Серия «Государственные гербы СССР и союзных республик»: - Герб РСФСР. | 0,20 руб. | май 1938 года         | 5 000 000  | Иосиф Ганф                   |
| (ЦФА [АО «Марка»] № 569) (Mi #603)                                        |             | Серия «Государственные гербы СССР и союзных республик»: - Герб Украинской ССР. | 0,20 руб. | май 1938 года         | 5 000 000  | Иосиф Ганф                   |
| (ЦФА [АО «Марка»] № 570) (Mi #604)                                        |             | Серия «Государственные гербы СССР и союзных республик»: - Герб Белорусской ССР. | 0,20 руб. | май 1938 года         | 5 000 000  | Иосиф Ганф                   |
| (ЦФА [АО «Марка»] № 571) (Mi #605)                                        |             | Серия «Государственные гербы СССР и союзных республик»: - Герб Узбекской ССР. | 0,20 руб. | май 1938 года         | 5 000 000  | Иосиф Ганф                   |
| (ЦФА [АО «Марка»] № 572) (Mi #606)                                        |             | Серия «Государственные гербы СССР и союзных республик»: - Герб Казахской ССР. | 0,20 руб. | май 1938 года         | 5 100 000  | Иосиф Ганф                   |
| (ЦФА [АО «Марка»] № 573) (Mi #607)                                        |             | Серия «Государственные гербы СССР и союзных республик»: - Герб Грузинской ССР. | 0,20 руб. | май 1938 года         | 5 000 000  | Иосиф Ганф                   |
| (ЦФА [АО «Марка»] № 574) (Mi #608)                                        |             | Серия «Государственные гербы СССР и союзных республик»: - Герб Азербайджанской ССР. | 0,20 руб. | май 1938 года         | 5 100 000  | Иосиф Ганф                   |
| (ЦФА [АО «Марка»] № 575) (Mi #609)                                        |             | Серия «Государственные гербы СССР и союзных республик»: - Герб Киргизской ССР. | 0,20 руб. | май 1938 года         | 3 000 000  | Иосиф Ганф                   |
| (ЦФА [АО «Марка»] № 576) (Mi #610)                                        |             | Серия «Государственные гербы СССР и союзных республик»: - Герб Таджикской ССР. | 0,20 руб. | май 1938 года         | 5 000 000  | Иосиф Ганф                   |
| (ЦФА [АО «Марка»] № 577) (Mi #611)                                        |             | Серия «Государственные гербы СССР и союзных республик»: - Герб Армянской ССР. | 0,20 руб. | май 1938 года         | 5 100 000  | Иосиф Ганф                   |
| (ЦФА [АО «Марка»] № 578) (Mi #612)                                        |             | Серия «Государственные гербы СССР и союзных республик»: - Герб Туркменской ССР. | 0,20 руб. | май 1938 года         | 5 000 000  | Иосиф Ганф                   |
| (ЦФА [АО «Марка»] № 580) (Mi #581)                                        |             | Серия «Павильон СССР на международной выставке в Париже»: - Монумент «Рабочий и колхозница», красная.                                                                                  | 0,05 руб. | февраль 1938 года     | 5 000 000  | Василий Завьялов             |
| (ЦФА [АО «Марка»] № 581) (Mi #582)                                        |             | Серия «Павильон СССР на международной выставке в Париже»: - Здание павильона. | 0,20 руб. | январь 1938 года      | 2 600 000  | Иосиф Ганф, Сергей Поманский |
| (ЦФА [АО «Марка»] № 582) (Mi #583)                                        |             | Серия «Павильон СССР на международной выставке в Париже»: - Монумент «Рабочий и колхозница», тёмно-синяя.                                                                              | 0,50 руб. | 27 марта 1938 года    | 1 000 000  | Василий Завьялов             |
| (ЦФА [АО «Марка»] № 583) (Mi #584)                                        |             | Серия «Воздушная экспедиция на Северный полюс»: - Маршрут экспедиции, чёрная, серо-лиловая.                                                                                            | 0,10 руб. | 25 февраля 1938 года  | 5 100 000  | Василий Завьялов             |
| (ЦФА [АО «Марка»] № 584) (Mi #585)                                        |             | Серия «Воздушная экспедиция на Северный полюс»: - Маршрут экспедиции, чёрная, серо-голубая.                                                                                            | 0,20 руб. | 25 февраля 1938 года  | 7 500 000  | Василий Завьялов             |
| (ЦФА [АО «Марка»] № 585) (Mi #586)                                        |             | Серия «Воздушная экспедиция на Северный полюс»: - Флаг СССР на Северном полюсе, серо-зелёная, красная.                                                                                 | 0,40 руб. | 25 февраля 1938 года  | 5 100 000  | Василий Завьялов             |
| (ЦФА [АО «Марка»] № 586) (Mi #587)                                        |             | Серия «Воздушная экспедиция на Северный полюс»: - Флаг СССР на Северном полюсе, красная, карминовая.                                                                                   | 0,80 руб. | 25 февраля 1938 года  | 6 000 000  | Василий Завьялов             |
| (ЦФА [АО «Марка»] № 587) (Mi #580Ax)                                      |             | 750-летие поэмы Шота Руставели «Витязь в тигровой шкуре»: - Шота Руставели. | 0,20 руб. | 5 февраля 1938 года   | 3 000 000  | Владимир Кайдалов            |
| (ЦФА [АО «Марка»] № 587В) (Mi #580Ay)                                     |             | 750-летие поэмы Шота Руставели «Витязь в тигровой шкуре»: - Шота Руставели. | 0,20 руб. | 5 февраля 1938 года   | 3 000 000  | Владимир Кайдалов            |
| (ЦФА [АО «Марка»] № 587А) (Mi #580Cx)                                     |             | 750-летие поэмы Шота Руставели «Витязь в тигровой шкуре»: - Шота Руставели. | 0,20 руб. | 5 февраля 1938 года   | 3 000 000  | Владимир Кайдалов            |
| (ЦФА [АО «Марка»] № 587-I) (Mi #580)                                      |             | 750-летие поэмы Шота Руставели «Витязь в тигровой шкуре»: - Шота Руставели. | 0,20 руб. | 5 февраля 1938 года   | 3 000 000  | Владимир Кайдалов            |
| (ЦФА [АО «Марка»] № 588) (Mi #588v)                                       |             | Серия «20-летие Красной Армии и Военно-Морского Флота СССР»: - Пехотинец. | 0,10 руб. | март 1938 года        | 1 600 000  | Василий Завьялов             |
| (ЦФА [АО «Марка»] № 588а) (ЦФА [АО «Марка»] № 588А) (Mi #588w) (Mi #588x) |             | Серия «20-летие Красной Армии и Военно-Морского Флота СССР»: - Пехотинец. | 0,10 руб. | март 1938 года        | 1 600 000  | Василий Завьялов             |
| (ЦФА [АО «Марка»] № 589) (Mi #589v)                                       |             | Серия «20-летие Красной Армии и Военно-Морского Флота СССР»: - Танкист. | 0,20 руб. | март 1938 года        | 3 200 000  | Василий Завьялов             |
| (ЦФА [АО «Марка»] № 589а) (ЦФА [АО «Марка»] № 589А) (Mi #589w) (Mi #589x) |             | Серия «20-летие Красной Армии и Военно-Морского Флота СССР»: - Танкист. | 0,20 руб. | март 1938 года        | 3 200 000  | Василий Завьялов             |
| (ЦФА [АО «Марка»] № 590) (Mi #590v)                                       |             | Серия «20-летие Красной Армии и Военно-Морского Флота СССР»: - Моряк. | 0,30 руб. | март 1938 года        | 2 700 000  | Василий Завьялов             |
| (ЦФА [АО «Марка»] № 590а) (ЦФА [АО «Марка»] № 590А) (Mi #590w) (Mi #590x) |             | Серия «20-летие Красной Армии и Военно-Морского Флота СССР»: - Моряк. | 0,30 руб. | март 1938 года        | 2 700 000  | Василий Завьялов             |
| (ЦФА [АО «Марка»] № 591) (Mi #591v)                                       |             | Серия «20-летие Красной Армии и Военно-Морского Флота СССР»: - Лётчик. | 0,40 руб. | март 1938 года        | 1 600 000  | Василий Завьялов             |
| (ЦФА [АО «Марка»] № 591а) (ЦФА [АО «Марка»] № 591А) (Mi #591w) (Mi #591x) |             | Серия «20-летие Красной Армии и Военно-Морского Флота СССР»: - Лётчик. | 0,40 руб. | март 1938 года        | 1 600 000  | Василий Завьялов             |
| (ЦФА [АО «Марка»] № 592) (Mi #592v)                                       |             | Серия «20-летие Красной Армии и Военно-Морского Флота СССР»: - Артиллерист. | 0,50 руб. | март 1938 года        | 2 900 000  | Василий Завьялов             |
| (ЦФА [АО «Марка»] № 592а) (ЦФА [АО «Марка»] № 592А) (Mi #592w) (Mi #592x) |             | Серия «20-летие Красной Армии и Военно-Морского Флота СССР»: - Артиллерист. | 0,50 руб. | март 1938 года        | 2 900 000  | Василий Завьялов             |
| (ЦФА [АО «Марка»] № 593) (Mi #593v)                                       |             | Серия «20-летие Красной Армии и Военно-Морского Флота СССР»: - Приезд И. Сталина в армию.                                                                                              | 0,80 руб. | март 1938 года        | 2 500 000  | Василий Завьялов             |
| (ЦФА [АО «Марка»] № 593а) (ЦФА [АО «Марка»] № 593А) (Mi #593w) (Mi #593x) |             | Серия «20-летие Красной Армии и Военно-Морского Флота СССР»: - Приезд И. Сталина в армию.                                                                                              | 0,80 руб. | март 1938 года        | 2 500 000  | Василий Завьялов             |
| (ЦФА [АО «Марка»] № 594) (Mi #594v)                                       |             | Серия «20-летие Красной Армии и Военно-Морского Флота СССР»: - В. И. Чапаев на тачанке.                                                                                                | 1,00 руб. | март 1938 года        | 7 100 000  | Василий Завьялов             |
| (ЦФА [АО «Марка»] № 594а) (ЦФА [АО «Марка»] № 594А) (Mi #594w) (Mi #594x) |             | Серия «20-летие Красной Армии и Военно-Морского Флота СССР»: - В. И. Чапаев на тачанке.                                                                                                | 1,00 руб. | март 1938 года        | 7 100 000  | Василий Завьялов             |
| (ЦФА [АО «Марка»] № 595) (Mi #595w)                                       |             | Серия «Первый беспосадочный перелёт Москва — США»: - Портреты участников перелёта — В. Чкалова, Г. Байдукова и А. Белякова и маршрут экспедиции, чёрно-синяя, красная.                 | 0,10 руб. | 10 апреля 1938 года   | 2 900 000  | Василий Завьялов             |
| (ЦФА [АО «Марка»] № 596) (Mi #596w)                                       |             | Серия «Первый беспосадочный перелёт Москва — США»: - Портреты участников перелёта — В. Чкалова, Г. Байдукова и А. Белякова и маршрут экспедиции, чёрно-серая, красная.                 | 0,20 руб. | 10 апреля 1938 года   | 1 900 000  | Василий Завьялов             |
| (ЦФА [АО «Марка»] № 597) (Mi #597w)                                       |             | Серия «Первый беспосадочный перелёт Москва — США»: - Портреты участников перелёта — В. Чкалова, Г. Байдукова и А. Белякова и маршрут экспедиции, тёмно-коричневая, красная.            | 0,40 руб. | 10 апреля 1938 года   | 1 100 000  | Василий Завьялов             |
| (ЦФА [АО «Марка»] № 598) (Mi #598w)                                       |             | Серия «Первый беспосадочный перелёт Москва — США»: - Портреты участников перелёта — В. Чкалова, Г. Байдукова и А. Белякова и маршрут экспедиции, тёмно-лиловая, красная.               | 0,50 руб. | 10 апреля 1938 года   | 1 000 000  | Василий Завьялов             |
| (ЦФА [АО «Марка»] № 599) (Mi #599)                                        |             | Серия «Второй беспосадочный перелёт Москва — США через Северный полюс»: - Портреты участников перелёта — М. Громова, А. Юмашева и С. Данилина и маршрут экспедиции, коричнево-лиловая. | 0,10 руб. | 13 апреля 1938 года   | 2 800 000  | Василий Завьялов             |
| (ЦФА [АО «Марка»] № 600) (Mi #600)                                        |             | Серия «Второй беспосадочный перелёт Москва — США через Северный полюс»: - Портреты участников перелёта — М. Громова, А. Юмашева и С. Данилина и маршрут экспедиции, серо-чёрная.       | 0,20 руб. | 13 апреля 1938 года   | 4 400 000  | Василий Завьялов             |
| (ЦФА [АО «Марка»] № 601) (Mi #601)                                        |             | Серия «Второй беспосадочный перелёт Москва — США через Северный полюс»: - Портреты участников перелёта — М. Громова, А. Юмашева и С. Данилина и маршрут экспедиции, фиолетовая.        | 0,50 руб. | 13 апреля 1938 года   | 2 000 000  | Василий Завьялов             |
| (ЦФА [АО «Марка»] № 602) (Mi #614)                                        |             | Серия «Снятие со льдины советских полярников станции СП-1»: - Ледоколы «Мурман» и «Таймыр», коричнево-лиловая.                                                                         | 0,10 руб. | 21 июня 1938 года     | 2 500 000  | Иван Дубасов                 |
| (ЦФА [АО «Марка»] № 603) (Mi #615)                                        |             | Серия «Снятие со льдины советских полярников станции СП-1»: - Ледоколы «Мурман» и «Таймыр», тёмно-синяя.                                                                               | 0,20 руб. | 21 июня 1938 года     | 3 000 000  | Иван Дубасов                 |
| (ЦФА [АО «Марка»] № 604) (Mi #616)                                        |             | Серия «Снятие со льдины советских полярников станции СП-1»: - Герои-полярники на борту парохода, оливковая.                                                                            | 0,30 руб. | 21 июня 1938 года     | 2 100 000  | Иван Дубасов                 |
| (ЦФА [АО «Марка»] № 605) (Mi #617)                                        |             | Серия «Снятие со льдины советских полярников станции СП-1»: - Герои-полярники на борту парохода, синяя.                                                                                | 0,50 руб. | 21 июня 1938 года     | 1 500 000  | Иван Дубасов                 |
| (ЦФА [АО «Марка»] № 606) (Mi #618)                                        |             | Серия «Дети Советской страны»: - В детской консультации. | 0,10 руб. | 16 сентября 1938 года | 1 200 000  | Иван Дубасов                 |
| (ЦФА [АО «Марка»] № 607) (Mi #619)                                        |             | Серия «Дети Советской страны»: - У скульптуры «Ленин и дети». | 0,15 руб. | 16 сентября 1938 года | 1 000 000  | Иван Дубасов                 |
| (ЦФА [АО «Марка»] № 608) (Mi #620)                                        |             | Серия «Дети Советской страны»: - Пионеры у микроскопа, серо-лиловая. | 0,20 руб. | 16 сентября 1938 года | 1 600 000  | Иван Дубасов                 |
| (ЦФА [АО «Марка»] № 609) (Mi #621)                                        |             | Серия «Дети Советской страны»: - В пионерском лагере «Артек», красно-лиловая. | 0,30 руб. | 16 сентября 1938 года | 1 200 000  | Иван Дубасов                 |
| (ЦФА [АО «Марка»] № 610) (Mi #622)                                        |             | Серия «Дети Советской страны»: - Пионеры у микроскопа, светло-коричневая. | 0,40 руб. | 16 сентября 1938 года | 3 000 000  | Иван Дубасов                 |
| (ЦФА [АО «Марка»] № 611) (Mi #623)                                        |             | Серия «Дети Советской страны»: - Юные конструкторы, тёмно-синяя. | 0,50 руб. | 16 сентября 1938 года | 1 000 000  | Сергей Поманский             |
| (ЦФА [АО «Марка»] № 612) (Mi #624)                                        |             | Серия «Дети Советской страны»: - Юные конструкторы, светло-зелёная. | 0,80 руб. | 16 сентября 1938 года | 1 000 000  | Сергей Поманский             |
| (ЦФА [АО «Марка»] № 613) (Mi #625)                                        |             | Серия «Виды Крыма и Кавказа»: - Крым. Вид на море, чёрная. | 0,05 руб. | 21 сентября 1938 года | 2 000 000  | Сергей Поманский             |
| (ЦФА [АО «Марка»] № 614) (Mi #626)                                        |             | Серия «Виды Крыма и Кавказа»: - Ялта. Вид на море, коричневая. | 0,05 руб. | 21 сентября 1938 года | 2 000 000  | Сергей Поманский             |
| (ЦФА [АО «Марка»] № 615) (Mi #627)                                        |             | Серия «Виды Крыма и Кавказа»: - Кавказ. Военно-грузинская дорога. | 0,10 руб. | 21 сентября 1938 года | 1 600 000  | Сергей Поманский             |
| (ЦФА [АО «Марка»] № 616) (Mi #628)                                        |             | Серия «Виды Крыма и Кавказа»: - Крым. Вид на море, серо-коричневая. | 0,10 руб. | 21 сентября 1938 года | 1 600 000  | Сергей Поманский             |
| (ЦФА [АО «Марка»] № 617) (Mi #629)                                        |             | Серия «Виды Крыма и Кавказа»: - Ялта. Вид на море, коричнево-чёрная. | 0,15 руб. | 21 сентября 1938 года | 2 100 000  | Сергей Поманский             |
| (ЦФА [АО «Марка»] № 618) (Mi #630)                                        |             | Серия «Виды Крыма и Кавказа»: - «Ласточкино гнездо», тёмно-коричневая. | 0,15 руб. | 21 сентября 1938 года | 4 100 000  | Сергей Поманский             |
| (ЦФА [АО «Марка»] № 619) (Mi #631)                                        |             | Серия «Виды Крыма и Кавказа»: - Дом отдыха имени Ф. Дзержинского. | 0,20 руб. | 21 сентября 1938 года | 4 100 000  | Сергей Поманский             |
| (ЦФА [АО «Марка»] № 620) (Mi #632)                                        |             | Серия «Виды Крыма и Кавказа»: - Крым. Вид на море, чёрно-коричневая. | 0,30 руб. | 21 сентября 1938 года | 4 100 000  | Сергей Поманский             |
| (ЦФА [АО «Марка»] № 621) (Mi #633)                                        |             | Серия «Виды Крыма и Кавказа»: - Алупка. | 0,40 руб. | 21 сентября 1938 года | 1 000 000  | Сергей Поманский             |
| (ЦФА [АО «Марка»] № 622) (Mi #634)                                        |             | Серия «Виды Крыма и Кавказа»: - Гурзуф. | 0,50 руб. | 21 сентября 1938 года | 1 000 000  | Сергей Поманский             |
| (ЦФА [АО «Марка»] № 623) (Mi #635)                                        |             | Серия «Виды Крыма и Кавказа»: - Крым. | 0,80 руб. | 21 сентября 1938 года | 820 000    | Сергей Поманский             |
| (ЦФА [АО «Марка»] № 624) (Mi #636)                                        |             | Серия «Виды Крыма и Кавказа»: - «Ласточкино гнездо», зелёная. | 1,00 руб. | 21 сентября 1938 года | 320 000    | Сергей Поманский             |
| (ЦФА [АО «Марка»] № 625) (Mi #637)                                        |             | Серия «Авиационный спорт в СССР»: - Пионеры с моделью самолёта. | 0,05 руб. | 7 октября 1938 года   | 3 100 000  | Иван Дубасов                 |
| (ЦФА [АО «Марка»] № 626) (Mi #638)                                        |             | Серия «Авиационный спорт в СССР»: - Планёр Г-9. | 0,10 руб. | 7 октября 1938 года   | 4 000 000  | Иван Дубасов                 |
| (ЦФА [АО «Марка»] № 627) (Mi #639)                                        |             | Серия «Авиационный спорт в СССР»: - Привязной аэростат. | 0,15 руб. | 7 октября 1938 года   | 3 000 000  | Иван Дубасов                 |
| (ЦФА [АО «Марка»] № 628) (Mi #640)                                        |             | Серия «Авиационный спорт в СССР»: - Дирижабль «СССР В-1» над Московским Кремлём. | 0,20 руб. | 7 октября 1938 года   | 6 000 000  | Сергей Поманский             |
| (ЦФА [АО «Марка»] № 629) (Mi #641)                                        |             | Серия «Авиационный спорт в СССР»: - Парашютисты в небе. | 0,30 руб. | 7 октября 1938 года   | 3 000 000  | Сергей Поманский             |
| (ЦФА [АО «Марка»] № 630) (Mi #642)                                        |             | Серия «Авиационный спорт в СССР»: - Учебный самолёт Ут-2. | 0,40 руб. | 7 октября 1938 года   | 4 000 000  | Иван Дубасов                 |
| (ЦФА [АО «Марка»] № 631) (Mi #643)                                        |             | Серия «Авиационный спорт в СССР»: - Аэростат в полёте. | 0,50 руб. | 7 октября 1938 года   | 3 000 000  | Сергей Поманский             |
| (ЦФА [АО «Марка»] № 632) (Mi #644)                                        |             | Серия «Авиационный спорт в СССР»: - Подъём стратостата, коричневая. | 0,80 руб. | 7 октября 1938 года   | 2 000 000  | Сергей Поманский             |
| (ЦФА [АО «Марка»] № 633) (Mi #645)                                        |             | Серия «Авиационный спорт в СССР»: - Самолёт АНТ-6 в полёте. | 1,00 руб. | 7 октября 1938 года   | 1 000 000  | Иван Дубасов                 |
| (ЦФА [АО «Марка»] № 634) (Mi #646)                                        |             | Серия «Московский метрополитен имени В. И. Ленина»: - «Маяковская». | 0,10 руб. | 7 ноября 1938 года    | 3 000 000  | Сергей Поманский             |
| (ЦФА [АО «Марка»] № 635) (Mi #647)                                        |             | Серия «Московский метрополитен имени В. И. Ленина»: - «Сокол». | 0,15 руб. | 7 ноября 1938 года    | 4 000 000  | Сергей Поманский             |
| (ЦФА [АО «Марка»] № 636) (Mi #648)                                        |             | Серия «Московский метрополитен имени В. И. Ленина»: - «Киевская». | 0,20 руб. | 7 ноября 1938 года    | 5 000 000  | Сергей Поманский             |
| (ЦФА [АО «Марка»] № 637) (Mi #649)                                        |             | Серия «Московский метрополитен имени В. И. Ленина»: - «Динамо». | 0,30 руб. | 7 ноября 1938 года    | 2 000 000  | Сергей Поманский             |
| (ЦФА [АО «Марка»] № 638) (Mi #650)                                        |             | Серия «Московский метрополитен имени В. И. Ленина»: - Поезд в тоннеле. | 0,40 руб. | 7 ноября 1938 года    | 2 100 000  | Сергей Поманский             |
| (ЦФА [АО «Марка»] № 639) (Mi #651)                                        |             | Серия «Московский метрополитен имени В. И. Ленина»: - «Площадь Революции». | 0,50 руб. | 7 ноября 1938 года    | 1 600 000  | Сергей Поманский             |
| (ЦФА [АО «Марка»] № 640) (Mi #652)                                        |             | Серия «20-летие ВЛКСМ»: - Парашютистка. | 0,20 руб. | 7 декабря 1938 года   | 19 500 000 | С. Новский                   |
| (ЦФА [АО «Марка»] № 641) (Mi #653)                                        |             | Серия «20-летие ВЛКСМ»: - Шахтёр. | 0,30 руб. | 7 декабря 1938 года   | 18 100 000 | С. Новский                   |
| (ЦФА [АО «Марка»] № 642) (Mi #654)                                        |             | Серия «20-летие ВЛКСМ»: - Комбайнёр. | 0,40 руб. | 7 декабря 1938 года   | 12 100 000 | Ф. Козлов                    |
| (ЦФА [АО «Марка»] № 643) (Mi #655)                                        |             | Серия «20-летие ВЛКСМ»: - Учащиеся. | 0,50 руб. | 7 декабря 1938 года   | 3 000 000  | Ф. Козлов                    |
| (ЦФА [АО «Марка»] № 644) (Mi #656)                                        |             | Серия «20-летие ВЛКСМ»: - Лётчик и моряк. | 0,80 руб. | 7 декабря 1938 года   | 2 000 000  | С. Новский                   |
| (ЦФА [АО «Марка»] № 645) (Mi #657)                                        |             | Серия «Спорт в СССР»: - Прыжки в воду. | 0,05 руб. | 28 декабря 1938 года  | 4 100 000  | Иван Дубасов                 |
| (ЦФА [АО «Марка»] № 646) (Mi #658)                                        |             | Серия «Спорт в СССР»: - Метание диска. | 0,10 руб. | 28 декабря 1938 года  | 5 100 000  | Иван Дубасов                 |
| (ЦФА [АО «Марка»] № 647) (Mi #659)                                        |             | Серия «Спорт в СССР»: - Теннисист. | 0,15 руб. | 28 декабря 1938 года  | 2 000 000  | Иван Дубасов                 |
| (ЦФА [АО «Марка»] № 648) (Mi #660)                                        |             | Серия «Спорт в СССР»: - Мотоспорт. | 0,20 руб. | 28 декабря 1938 года  | 3 600 000  | К. Столярский                |
| (ЦФА [АО «Марка»] № 649) (Mi #661)                                        |             | Серия «Спорт в СССР»: - Лыжный спорт. | 0,30 руб. | 28 декабря 1938 года  | 2 600 000  | Иван Дубасов                 |
| (ЦФА [АО «Марка»] № 650) (Mi #662)                                        |             | Серия «Спорт в СССР»: - Бег. | 0,40 руб. | 28 декабря 1938 года  | 4 100 000  | Иван Дубасов                 |
| (ЦФА [АО «Марка»] № 651) (Mi #663)                                        |             | Серия «Спорт в СССР»: - Футбол. | 0,50 руб. | 28 декабря 1938 года  | 1 100 000  | Иван Дубасов                 |
| (ЦФА [АО «Марка»] № 652) (Mi #664)                                        |             | Серия «Спорт в СССР»: - Парад физкультурников. | 0,80 руб. | 28 декабря 1938 года  | 900 000    | К. Столярский                |

## Выпуски стандартных марок

### Третий выпуск стандартных марок (1929—1941)
В 1938 году продолжена эмиссия стандартных почтовых марок третьего стандартного выпуска СССР.
Порядок следования элементов в таблице соответствует номеру по каталогу марок СССР (ЦФА), в скобках приведены номера по каталогу «Михель».
| № по каталогу                        | Изображение | Описание и источники | Номинал   | Дата выпуска  | Тираж    | Художник         |
| ------------------------------------ | ----------- | -------------------- | --------- | ------------- | -------- | ---------------- |
| (ЦФА [АО «Марка»] № 341) (Mi #673IA) |             | Работница.           | 0,02 руб. | май 1938 года | массовый | Дмитрий Голядкин |
| (ЦФА [АО «Марка»] № 342) (Mi #674IA) |             | Колхозница.          | 0,04 руб. | май 1938 года | массовый | Дмитрий Голядкин |

### Четвёртый выпуск стандартных марок (1936—1953)
В 1938 году продолжена эмиссия стандартных почтовых марок четвёртого стандартного выпуска СССР. Выпуск марок четвёртого стандартного выпуска, для которых использовались рисунки марок предыдущего выпуска, был начат в июле 1936 года. Марки печатались типографским способом на обыкновенной бумаге, с зубцами. Марки четвёртого стандартного выпуска неоднократно переиздавались на белой и сероватой бумаге с белым и жёлтым клеем, имеют многочисленные оттенки цвета.
Порядок следования элементов в таблице соответствует номеру по каталогу марок СССР (ЦФА), в скобках приведены номера по каталогу «Михель».
| № по каталогу                        | Изображение | Описание и источники | Номинал   | Дата выпуска   | Тираж    | Художник         |
| ------------------------------------ | ----------- | -------------------- | --------- | -------------- | -------- | ---------------- |
| (ЦФА [АО «Марка»] № 556) (Mi #677IA) |             | Работница.           | 0,10 руб. | март 1938 года | массовый | Дмитрий Голядкин |

## Комментарии
1. ↑  Коммеморативные марки — обобщённое название специальных художественных (памятных, юбилейных и других) почтовых марок. Для упрощения терминологии в случаях, когда требуется лишь подчеркнуть, что данная марка не является общеупотребляемой (то есть стандартной), под термином «коммеморативная марка» подразумевают, кроме перечисленных выше, также тематические (рисунки которых, посвящены определённой теме коллекционирования) марки. Также все упомянутые марки, объединённые термином «коммеморативная», имеют общую черту: как правило, такие марки изготовляются на высоком полиграфическом уровне[5].
2. ↑  Ниже приведён перечень памятных художественных марок (с возможностью сортировки по номиналу, тиражу и дате введения в обращение).
3. 1 2 3 4 5 6 7 8 9 10 11  Продолжение, начало серии из 12 марок см. 11 декабря 1937 года.
4. ↑  Серия «Государственные гербы СССР и союзных республик»: герб РСФСР, светло-синяя. Печать типографская на бумаге без водяного знака, перфорирована: комбинированная гребенчатая зубцовка 12½:12 (на каждые 2 сантиметра края марки приходится 12½:12 зубцов). В марочных листах по 50 (10×5) марок[8][9][10].
5. ↑  Серия «Государственные гербы СССР и союзных республик»: герб Украинской ССР, красная. Печать типографская на бумаге без водяного знака, перфорирована: комбинированная гребенчатая зубцовка 12½:12 (на каждые 2 сантиметра края марки приходится 12½:12 зубцов). В марочных листах по 50 (10×5) марок[8][9][10].
6. ↑  Серия «Государственные гербы СССР и союзных республик»: герб Белорусской ССР, кирпично-красная. Печать типографская на бумаге без водяного знака, перфорирована: комбинированная гребенчатая зубцовка 12½:12 (на каждые 2 сантиметра края марки приходится 12½:12 зубцов). В марочных листах по 50 (10×5) марок[8][9][10].
7. ↑  Серия «Государственные гербы СССР и союзных республик»: герб Узбекской ССР, жёлтая. Печать типографская на бумаге без водяного знака, перфорирована: комбинированная гребенчатая зубцовка 12½:12 (на каждые 2 сантиметра края марки приходится 12½:12 зубцов). В марочных листах по 50 (10×5) марок[8][9][10].
8. ↑  Серия «Государственные гербы СССР и союзных республик»: герб Казахской ССР, сине-зелёная. Печать типографская на бумаге без водяного знака, перфорирована: комбинированная гребенчатая зубцовка 12½:12 (на каждые 2 сантиметра края марки приходится 12½:12 зубцов). В марочных листах по 50 (10×5) марок[8][9][10].
9. ↑  Серия «Государственные гербы СССР и союзных республик»: герб Грузинской ССР, тёмно-розовая. Печать типографская на бумаге без водяного знака, перфорирована: комбинированная гребенчатая зубцовка 12½:12 (на каждые 2 сантиметра края марки приходится 12½:12 зубцов). В марочных листах по 50 (10×5) марок[8][9][10].
10. ↑  Серия «Государственные гербы СССР и союзных республик»: герб Азербайджанской ССР, коричнево-фиолетовая. Печать типографская на бумаге без водяного знака, перфорирована: комбинированная гребенчатая зубцовка 12½:12 (на каждые 2 сантиметра края марки приходится 12½:12 зубцов). В марочных листах по 50 (10×5) марок[8][9][10].
11. ↑  Серия «Государственные гербы СССР и союзных республик»: герб Киргизской ССР, зелёная. Печать типографская на бумаге без водяного знака, перфорирована: комбинированная гребенчатая зубцовка 12½:12 (на каждые 2 сантиметра края марки приходится 12½:12 зубцов). В марочных листах по 50 (10×5) марок[8][9][10].
12. ↑  Серия «Государственные гербы СССР и союзных республик»: герб Таджикской ССР, лиловая. Печать типографская на бумаге без водяного знака, перфорирована: комбинированная гребенчатая зубцовка 12½:12 (на каждые 2 сантиметра края марки приходится 12½:12 зубцов). В марочных листах по 50 (10×5) марок[8][9][10].
13. ↑  Серия «Государственные гербы СССР и союзных республик»: герб Армянской ССР, тёмно-синяя. Печать типографская на бумаге без водяного знака, перфорирована: комбинированная гребенчатая зубцовка 12½:12 (на каждые 2 сантиметра края марки приходится 12½:12 зубцов). В марочных листах по 50 (10×5) марок[8][9][10].
14. ↑  Серия «Государственные гербы СССР и союзных республик»: герб Туркменской ССР, красная. Печать типографская на бумаге без водяного знака, перфорирована: комбинированная гребенчатая зубцовка 12½:12 (на каждые 2 сантиметра края марки приходится 12½:12 зубцов). В марочных листах по 50 (10×5) марок[8][9][10].
15. 1 2 3  В каталоге Соловьёва упомянута как серия почтовых марок: в тексте нет отметки и сноски на стандартные выпуски[12][6].
16. ↑  Серия «Павильон СССР на международной выставке в Париже» (1937): монумент «Рабочий и колхозница» (Концепция и композиционный замысел принадлежат архитектору Борису Иофану, автор пластического воплощения — Вера Мухина[13]), красная. Печать типографская на бумаге, без водяного знака, перфорирована: комбинированная гребенчатая зубцовка 12½:12 (на каждые 2 сантиметра края марки приходится 12½:12 зубцов). В марочных листах 50 (10×5) марок[1][12][14].
17. ↑  Серия «Павильон СССР на международной выставке в Париже» (1937): здание павильона, карминовая. Печать типографская на бумаге, без водяного знака, перфорирована: комбинированная гребенчатая зубцовка 12½:12 (на каждые 2 сантиметра края марки приходится 12½:12 зубцов). В марочных листах 50 (10×5) марок[1][12][14].
18. ↑  Серия «Павильон СССР на международной выставке в Париже» (1937): монумент «Рабочий и колхозница» (Концепция и композиционный замысел принадлежат архитектору Борису Иофану, автор пластического воплощения — Вера Мухина[13]), тёмно-синяя. Печать типографская на бумаге, без водяного знака, перфорирована: комбинированная гребенчатая зубцовка 12½:12 (на каждые 2 сантиметра края марки приходится 12½:12 зубцов). В марочных листах 50 (10×5) марок[1][12][14].
19. ↑  Серия «Воздушная экспедиция на Северный полюс»: маршрут экспедиции, чёрная, серо-лиловая. Литография на простой бумаге, без водяного знака, перфорирована: комбинированная гребенчатая зубцовка 12½:12 (на каждые 2 сантиметра края марки приходится 12½:12 зубцов). В марочных листах 50 (10×5) марок[1][12][15].
20. ↑  Серия «Воздушная экспедиция на Северный полюс»: маршрут экспедиции, чёрная, серо-голубая. Литография на простой бумаге, без водяного знака, перфорирована: комбинированная гребенчатая зубцовка 12½:12 (на каждые 2 сантиметра края марки приходится 12½:12 зубцов). В марочных листах 50 (10×5) марок[1][12][15].
21. ↑  Серия «Воздушная экспедиция на Северный полюс»: флаг СССР на Северном полюсе, серо-зелёная, красная. Печать типографская на плотной бумаге, без водяного знака, перфорирована: комбинированная гребенчатая зубцовка 12½:12 (на каждые 2 сантиметра края марки приходится 12½:12 зубцов). В марочных листах 50 (10×5) марок[1][12][15].
22. ↑  Серия «Воздушная экспедиция на Северный полюс»: флаг СССР на Северном полюсе, красная, карминовая. Печать типографская на плотной бумаге, без водяного знака, перфорирована: комбинированная гребенчатая зубцовка 12½:12 (на каждые 2 сантиметра края марки приходится 12½:12 зубцов). В марочных листах 50 (10×5) марок[1][12][15].
23. ↑  750-летие поэмы Шота Руставели «Витязь в тигровой шкуре»: портрет Шота Руставели, тёмно-зелёная на жёлтой бумаге. Глубокая печать на плотной бумаге, без водяного знака, перфорирована: линейная зубцовка 12½ (на каждые 2 сантиметра края марки приходится 12½ зубцов). В марочных листах 100 (10×10) марок[1][12][14].
24. ↑  750-летие поэмы Шота Руставели «Витязь в тигровой шкуре»: портрет Шота Руставели, тёмно-зелёная на белой бумаге. Глубокая печать на плотной бумаге, без водяного знака, перфорирована: линейная зубцовка 12½ (на каждые 2 сантиметра края марки приходится 12½ зубцов). В марочных листах 100 (10×10) марок[1][12][14].
25. ↑  750-летие поэмы Шота Руставели «Витязь в тигровой шкуре»: портрет Шота Руставели, тёмно-зелёная. Глубокая печать на плотной бумаге, без водяного знака, перфорирована: комбинированная гребенчатая зубцовка 12½:12 (на каждые 2 сантиметра края марки приходится 12½:12 зубцов). В марочных листах 100 (10×10) марок[1][12][14].
26. ↑  750-летие поэмы Шота Руставели «Витязь в тигровой шкуре»: портрет Шота Руставели, без зубцов, тёмно-зелёная. Глубокая печать на плотной бумаге, без водяного знака, без зубцов (широкие поля). В марочных листах 100 (10×10) марок[1][12][14].
27. ↑  Серия «20-летие Красной Армии и Военно-Морского Флота СССР»: пехотинец, чёрная, красная. Фототипия на плотной желтоватой (кремовой) бумаге, без водяного знака, перфорирована: линейная зубцовка 12½ (на каждые 2 сантиметра края марки приходится 12½ зубцов). В марочных листах 50 (10×5) марок[1][16][17].
28. 1 2  Суммарный тираж всех разновидностей марок  (ЦФА [АО «Марка»] № 588)  (Mi #588v)  (ЦФА [АО «Марка»] № 588а)  (Mi #588w) и  (ЦФА [АО «Марка»] № 588А)  (Mi #588x)[1][16][17].
29. ↑  Серия «20-летие Красной Армии и Военно-Морского Флота СССР»: пехотинец, чёрная, красная. Фототипия на плотной белой бумаге, без водяного знака, перфорирована: линейная зубцовка 12½ (на каждые 2 сантиметра края марки приходится 12½ зубцов). Разновидность  (ЦФА [АО «Марка»] № 588А)  (Mi #588x) отпечатана на простой бумаге. В марочных листах 50 (10×5) марок[1][16][17].
30. ↑  Серия «20-летие Красной Армии и Военно-Морского Флота СССР»: танкист, чёрная, красная. Фототипия на плотной желтоватой (кремовой) бумаге, без водяного знака, перфорирована: линейная зубцовка 12½ (на каждые 2 сантиметра края марки приходится 12½ зубцов). В марочных листах 50 (10×5) марок[1][16][17].
31. 1 2  Суммарный тираж всех разновидностей марок  (ЦФА [АО «Марка»] № 589)  (Mi #589v)  (ЦФА [АО «Марка»] № 589а)  (Mi #589w) и  (ЦФА [АО «Марка»] № 589А)  (Mi #589x)[1][16][17].
32. ↑  Серия «20-летие Красной Армии и Военно-Морского Флота СССР»: танкист, чёрная, красная. Фототипия на плотной белой бумаге, без водяного знака, перфорирована: линейная зубцовка 12½ (на каждые 2 сантиметра края марки приходится 12½ зубцов). Разновидность  (ЦФА [АО «Марка»] № 589А)  (Mi #589x) отпечатана на простой бумаге. В марочных листах 50 (10×5) марок[1][16][3][17].
33. ↑  Серия «20-летие Красной Армии и Военно-Морского Флота СССР»: моряк, чёрная, красная. Фототипия на плотной желтоватой (кремовой) бумаге, без водяного знака, перфорирована: линейная зубцовка 12½ (на каждые 2 сантиметра края марки приходится 12½ зубцов). В марочных листах 50 (10×5) марок[1][16][17].
34. 1 2  Суммарный тираж всех разновидностей марок  (ЦФА [АО «Марка»] № 590)  (Mi #590v)  (ЦФА [АО «Марка»] № 590а)  (Mi #590w) и  (ЦФА [АО «Марка»] № 590А)  (Mi #590x)[1][16][17].
35. ↑  Серия «20-летие Красной Армии и Военно-Морского Флота СССР»: моряк, чёрная, красная. Фототипия на плотной белой бумаге, без водяного знака, перфорирована: линейная зубцовка 12½ (на каждые 2 сантиметра края марки приходится 12½ зубцов). Разновидность  (ЦФА [АО «Марка»] № 590А)  (Mi #590x) отпечатана на простой бумаге. В марочных листах 50 (10×5) марок[1][16][17].
36. ↑  Серия «20-летие Красной Армии и Военно-Морского Флота СССР»: лётчик, чёрная, красная, голубая. Фототипия на плотной желтоватой (кремовой) бумаге, без водяного знака, перфорирована: линейная зубцовка 12½ (на каждые 2 сантиметра края марки приходится 12½ зубцов). В марочных листах 50 (10×5) марок[1][16][17].
37. 1 2  Суммарный тираж всех разновидностей марок  (ЦФА [АО «Марка»] № 591)  (Mi #591v)  (ЦФА [АО «Марка»] № 591а)  (Mi #591w) и  (ЦФА [АО «Марка»] № 591А)  (Mi #591x)[1][16][17].
38. ↑  Серия «20-летие Красной Армии и Военно-Морского Флота СССР»: лётчик, чёрная, красная, голубая. Фототипия на плотной белой бумаге, без водяного знака, перфорирована: линейная зубцовка 12½ (на каждые 2 сантиметра края марки приходится 12½ зубцов). Разновидность  (ЦФА [АО «Марка»] № 591А)  (Mi #591x) отпечатана на простой бумаге. В марочных листах 50 (10×5) марок[1][16][17].
39. ↑  Серия «20-летие Красной Армии и Военно-Морского Флота СССР»: артиллерист, чёрная, красная. Фототипия на плотной желтоватой (кремовой) бумаге, без водяного знака, перфорирована: линейная зубцовка 12½ (на каждые 2 сантиметра края марки приходится 12½ зубцов). В марочных листах 50 (10×5) марок[1][16][17].
40. 1 2  Суммарный тираж всех разновидностей марок  (ЦФА [АО «Марка»] № 592)  (Mi #592v)  (ЦФА [АО «Марка»] № 592а)  (Mi #592w) и  (ЦФА [АО «Марка»] № 592А)  (Mi #592x)[1][16][17].
41. ↑  Серия «20-летие Красной Армии и Военно-Морского Флота СССР»: артиллерист, чёрная, красная. Фототипия на плотной белой бумаге, без водяного знака, перфорирована: линейная зубцовка 12½ (на каждые 2 сантиметра края марки приходится 12½ зубцов). Разновидность  (ЦФА [АО «Марка»] № 592А)  (Mi #592x) отпечатана на простой бумаге. В марочных листах 50 (10×5) марок[1][16][17].
42. ↑  Серия «20-летие Красной Армии и Военно-Морского Флота СССР»: приезд И. Сталина в армию, чёрная, красная. Размер рисунка: 32,5×22,5 мм. Фототипия на плотной желтоватой (кремовой) бумаге, без водяного знака, перфорирована: линейная зубцовка 12½ (на каждые 2 сантиметра края марки приходится 12½ зубцов). Разновидность  (ЦФА [АО «Марка»] № 593-I) отпечатана на простой бумаге с изменённым размером рисунка: 33,5×23,5 мм. В марочных листах 50 (5×10) марок[1][16][17].
43. 1 2  Суммарный тираж всех разновидностей марок  (ЦФА [АО «Марка»] № 593)  (Mi #593v)  (ЦФА [АО «Марка»] № 593а)  (Mi #593w) и  (ЦФА [АО «Марка»] № 593А)  (Mi #593x)[1][16][17].
44. ↑  Серия «20-летие Красной Армии и Военно-Морского Флота СССР»: приезд И. Сталина в армию, чёрная, красная. Размер рисунка: 32,5×22,5 мм. Фототипия на плотной белой бумаге, без водяного знака, перфорирована: линейная зубцовка 12½ (на каждые 2 сантиметра края марки приходится 12½ зубцов). Разновидности:  (ЦФА [АО «Марка»] № 593А)  (Mi #593x) отпечатана на простой бумаге, а  (ЦФА [АО «Марка»] № 593А-I) отпечатана на простой бумаге с изменённым размером рисунка: 33,5×23,5 мм. В марочных листах 50 (5×10) марок[1][16][17].
45. ↑  Серия «20-летие Красной Армии и Военно-Морского Флота СССР»: В. И. Чапаев на тачанке, чёрная, красная. Печать типографская на плотной желтоватой (кремовой) бумаге, без водяного знака, перфорирована: комбинированная гребенчатая зубцовка 12:12½ (на каждые 2 сантиметра края марки приходится 12:12½ зубцов). В марочных листах 100 (10×10) марок[1][16][17].
46. 1 2  Суммарный тираж всех разновидностей марок  (ЦФА [АО «Марка»] № 594)  (Mi #594v)  (ЦФА [АО «Марка»] № 594а)  (Mi #594w) и  (ЦФА [АО «Марка»] № 594А)  (Mi #594x)[1][16][17].
47. ↑  Серия «20-летие Красной Армии и Военно-Морского Флота СССР»: В. И. Чапаев на тачанке, чёрная, красная. Печать типографская на плотной белой бумаге, без водяного знака, перфорирована: комбинированная гребенчатая зубцовка 12:12½ (на каждые 2 сантиметра края марки приходится 12:12½ зубцов). Разновидности:  (ЦФА [АО «Марка»] № 594А)  (Mi #594x) отпечатана на простой бумаге,  (ЦФА [АО «Марка»] № 594АI) — на простой бумаге без зубцов. В марочных листах 100 (10×10) марок[1][16][17].
48. ↑  Серия «Первый беспосадочный перелёт Москва — США»: маршрут экспедиции, чёрно-синяя, красная. На марках портреты участников перелёта — В. Чкалова, Г. Байдукова и А. Белякова. Фототипия на плотной бумаге, без водяного знака, перфорирована: линейная зубцовка 12½ (на каждые 2 сантиметра края марки приходится 12½ зубцов). Разновидности:  (ЦФА [АО «Марка»] № 595А)  (Mi #595x) на простой бумаге и  (ЦФА [АО «Марка»] № 595А)  (Mi #595xW) с водяным знаком «1» на краю марочного листа. В марочных листах 72 (8×9) марок[1][18][19].
49. ↑  Суммарный тираж всех разновидностей марок  (ЦФА [АО «Марка»] № 595)  (Mi #595w)  (ЦФА [АО «Марка»] № 595А)  (Mi #595x) и  (ЦФА [АО «Марка»] № 595А)  (Mi #595xW)[1][18][19].
50. ↑  Серия «Первый беспосадочный перелёт Москва — США»: маршрут экспедиции, чёрно-серая, красная. На марках портреты участников перелёта — В. Чкалова, Г. Байдукова и А. Белякова. Фототипия на плотной бумаге, без водяного знака, перфорирована: линейная зубцовка 12½ (на каждые 2 сантиметра края марки приходится 12½ зубцов). В марочных листах 72 (8×9) марок[1][18][19].
51. ↑  Серия «Первый беспосадочный перелёт Москва — США»: маршрут экспедиции, тёмно-коричневая, красная. На марках портреты участников перелёта — В. Чкалова, Г. Байдукова и А. Белякова. Фототипия на плотной бумаге, без водяного знака, перфорирована: линейная зубцовка 12½ (на каждые 2 сантиметра края марки приходится 12½ зубцов). В марочных листах 72 (8×9) марок[1][18][19].
52. ↑  Серия «Первый беспосадочный перелёт Москва — США»: маршрут экспедиции, тёмно-лиловая, красная. На марках портреты участников перелёта — В. Чкалова, Г. Байдукова и А. Белякова. Фототипия на плотной бумаге, без водяного знака, перфорирована: линейная зубцовка 12½ (на каждые 2 сантиметра края марки приходится 12½ зубцов). В марочных листах 72 (8×9) марок[1][18][19].
53. ↑  Серия «Второй беспосадочный перелёт Москва — США через Северный полюс»: маршрут экспедиции, коричнево-лиловая. На марках портреты участников перелёта — М. Громова, А. Юмашева и С. Данилина. Фототипия на плотной бумаге, без водяного знака, перфорирована: линейная зубцовка 12½ (на каждые 2 сантиметра края марки приходится 12½ зубцов). Первый тираж (тип I) был напечатан со звездой на тёмном фоне  (Mi #599I) (разновидность с плохо различимой звездой), все остальные марки отпечатаны с хорошо различимой звездой на светлом фоне — тип II  (Mi #599II). В марочных листах 65 (13×5) марок[1][18][20].
54. ↑  Серия «Второй беспосадочный перелёт Москва — США через Северный полюс»: маршрут экспедиции, серо-чёрная. На марках портреты участников перелёта — М. Громова, А. Юмашева и С. Данилина. Фототипия на плотной бумаге, без водяного знака, перфорирована: линейная зубцовка 12½ (на каждые 2 сантиметра края марки приходится 12½ зубцов). Первый тираж (тип I) был напечатан со звездой на тёмном фоне  (Mi #599I) (разновидность с плохо различимой звездой), все остальные марки отпечатаны с хорошо различимой звездой на светлом фоне — тип II  (Mi #599II). В марочных листах 65 (13×5) марок[1][18][20].
55. ↑  Серия «Второй беспосадочный перелёт Москва — США через Северный полюс»: маршрут экспедиции, фиолетовая. На марках портреты участников перелёта — М. Громова, А. Юмашева и С. Данилина. Фототипия на плотной бумаге, без водяного знака, перфорирована: линейная зубцовка 12½ (на каждые 2 сантиметра края марки приходится 12½ зубцов). Первый тираж (тип I) был напечатан со звездой на тёмном фоне  (Mi #599I) (разновидность с плохо различимой звездой), все остальные марки отпечатаны с хорошо различимой звездой на светлом фоне — тип II  (Mi #599II). В марочных листах 65 (13×5) марок[1][18][20].
56. ↑  Серия «Снятие со льдины советских полярников станции СП-1»: ледоколы «Мурман» и «Таймыр», коричнево-лиловая. Типографская печать на бумаге, без водяного знака, перфорирована: комбинированная гребенчатая зубцовка 12:12½ (на каждые 2 сантиметра края марки приходится 12:12½ зубцов). В марочных листах 50 (5×10) марок[1][21][10].
57. ↑  Серия «Снятие со льдины советских полярников станции СП-1»: ледоколы «Мурман» и «Таймыр», тёмно-синяя. Типографская печать на бумаге, без водяного знака, перфорирована: комбинированная гребенчатая зубцовка 12:12½ (на каждые 2 сантиметра края марки приходится 12:12½ зубцов). В марочных листах 50 (5×10) марок[1][21][10].
58. ↑  Серия «Снятие со льдины советских полярников станции СП-1»: герои-полярники на борту парохода, оливковая. Глубокая печать на бумаге, без водяного знака, перфорирована: линейная зубцовка 12½ (на каждые 2 сантиметра края марки приходится 12½ зубцов). В марочных листах 100 (10×10) марок[1][21][10].
59. ↑  Серия «Снятие со льдины советских полярников станции СП-1»: герои-полярники на борту парохода, синяя. Глубокая печать на бумаге, без водяного знака, перфорирована: линейная зубцовка 12½ (на каждые 2 сантиметра края марки приходится 12½ зубцов). В марочных листах 100 (10×10) марок[1][21][10].
60. ↑  Серия «Дети Советской страны»: в детской консультации, сине-зелёная. Глубокая печать на бумаге, без водяного знака, перфорирована: комбинированная гребенчатая зубцовка 12:12½ (на каждые 2 сантиметра края марки приходится 12:12½ зубцов). В марочных листах 50 (5×10) марок[1][21][22].
61. ↑  Серия «Дети Советской страны»: у скульптуры «Ленин и дети», сине-зелёная. Глубокая печать на бумаге, без водяного знака, перфорирована: комбинированная гребенчатая зубцовка 12½:12 (на каждые 2 сантиметра края марки приходится 12½:12 зубцов). В марочных листах 50 (10×5) марок[1][21][22].
62. ↑  Серия «Дети Советской страны»: пионеры у микроскопа, серо-лиловая. Глубокая печать на бумаге, без водяного знака, перфорирована: комбинированная гребенчатая зубцовка 12:12½ (на каждые 2 сантиметра края марки приходится 12:12½ зубцов). В марочных листах 50 (5×10) марок[1][21][22].
63. ↑  Серия «Дети Советской страны»: в пионерском лагере «Артек», красно-лиловая. Глубокая печать на бумаге, без водяного знака, перфорирована: комбинированная гребенчатая зубцовка 12:12½ (на каждые 2 сантиметра края марки приходится 12:12½ зубцов). В марочных листах 50 (5×10) марок[1][21][22].
64. ↑  Серия «Дети Советской страны»: пионеры у микроскопа, светло-коричневая. Глубокая печать на бумаге, без водяного знака, перфорирована: комбинированная гребенчатая зубцовка 12:12½ (на каждые 2 сантиметра края марки приходится 12:12½ зубцов). В марочных листах 50 (5×10) марок[1][21][22].
65. ↑  Серия «Дети Советской страны»: юные конструкторы, тёмно-синяя. Глубокая печать на бумаге, без водяного знака, перфорирована: комбинированная гребенчатая зубцовка 12:12½ (на каждые 2 сантиметра края марки приходится 12:12½ зубцов). В марочных листах 50 (5×10) марок[1][21][22].
66. ↑  Серия «Дети Советской страны»: юные конструкторы, светло-зелёная. Глубокая печать на бумаге, без водяного знака, перфорирована: комбинированная гребенчатая зубцовка 12:12½ (на каждые 2 сантиметра края марки приходится 12:12½ зубцов). В марочных листах 50 (5×10) марок[1][21][22].
67. ↑  Серия «Виды Крыма и Кавказа»: Крым. Вид на море, чёрная. Фототипия на бумаге, без водяного знака, перфорирована: линейная зубцовка 12½ (на каждые 2 сантиметра края марки приходится 12½ зубцов). В марочных листах 70 (5×14) марок[1][23][22].
68. ↑  Серия «Виды Крыма и Кавказа»: Ялта. Вид на море, коричневая. Фототипия на бумаге, без водяного знака, перфорирована: линейная зубцовка 12½ (на каждые 2 сантиметра края марки приходится 12½ зубцов). В марочных листах 70 (5×14) марок[1][23][22].
69. ↑  Серия «Виды Крыма и Кавказа»: Кавказ. Военно-грузинская дорога, зелёная. Фототипия на бумаге, без водяного знака, перфорирована: линейная зубцовка 12½ (на каждые 2 сантиметра края марки приходится 12½ зубцов). В марочных листах 70 (5×14) марок[1][23][22].
70. ↑  Серия «Виды Крыма и Кавказа»: Крым. Вид на море, серо-коричневая. Фототипия на бумаге, без водяного знака, перфорирована: линейная зубцовка 12½ (на каждые 2 сантиметра края марки приходится 12½ зубцов). В марочных листах 70 (14×5) марок[1][23][22].
71. ↑  Серия «Виды Крыма и Кавказа»: Ялта. Вид на море, коричнево-чёрная. Фототипия на бумаге, без водяного знака, перфорирована: линейная зубцовка 12½ (на каждые 2 сантиметра края марки приходится 12½ зубцов). В марочных листах 70 (5×14) марок[1][23][22].
72. ↑  Серия «Виды Крыма и Кавказа»: «Ласточкино гнездо», тёмно-коричневая. Фототипия на бумаге, без водяного знака, перфорирована: линейная зубцовка 12½ (на каждые 2 сантиметра края марки приходится 12½ зубцов). В марочных листах 70 (14×5) марок[1][23][22].
73. ↑  Серия «Виды Крыма и Кавказа»: Дом отдыха имени Ф. Дзержинского, коричневая. Фототипия на бумаге, без водяного знака, перфорирована: линейная зубцовка 12½ (на каждые 2 сантиметра края марки приходится 12½ зубцов). В марочных листах 70 (5×14) марок[1][23][22].
74. ↑  Серия «Виды Крыма и Кавказа»: Крым. Вид на море, чёрно-коричневая. Фототипия на бумаге, без водяного знака, перфорирована: линейная зубцовка 12½ (на каждые 2 сантиметра края марки приходится 12½ зубцов). В марочных листах 70 (14×5) марок[1][23][22].
75. ↑  Серия «Виды Крыма и Кавказа»: Алупка, коричневая. Фототипия на бумаге, без водяного знака, перфорирована: линейная зубцовка 12½ (на каждые 2 сантиметра края марки приходится 12½ зубцов). В марочных листах 70 (5×14) марок[1][23][22].
76. ↑  Серия «Виды Крыма и Кавказа»: Гурзуф, зелёная. Фототипия на бумаге, без водяного знака, перфорирована: линейная зубцовка 12½ (на каждые 2 сантиметра края марки приходится 12½ зубцов). В марочных листах 70 (14×5) марок[1][23][22].
77. ↑  Серия «Виды Крыма и Кавказа»: Крым, коричневая. Фототипия на бумаге, без водяного знака, перфорирована: линейная зубцовка 12½ (на каждые 2 сантиметра края марки приходится 12½ зубцов). В марочных листах 70 (5×14) марок[1][23][22].
78. ↑  Серия «Виды Крыма и Кавказа»: «Ласточкино гнездо», зелёная. Фототипия на бумаге, без водяного знака, перфорирована: линейная зубцовка 12½ (на каждые 2 сантиметра края марки приходится 12½ зубцов). В марочных листах 70 (5×14) марок[1][23][22].
79. ↑  Серия «Авиационный спорт в СССР»: пионеры с моделью самолёта, серо-фиолетовая. Типографская печать на бумаге, без водяного знака, перфорирована: комбинированная гребенчатая зубцовка 12:12½ (на каждые 2 сантиметра края марки приходится 12:12½ зубцов). В марочных листах 50 (5×10) марок[1][24][25].
80. ↑  Серия «Авиационный спорт в СССР»: Планёр Г-9, оливково-коричневая. Типографская печать на бумаге, без водяного знака, перфорирована: комбинированная гребенчатая зубцовка 12:12½ (на каждые 2 сантиметра края марки приходится 12:12½ зубцов). В марочных листах 50 (5×10) марок[1][24][25].
81. ↑  Серия «Авиационный спорт в СССР»: Привязной аэростат, красная. Типографская печать на бумаге, без водяного знака, перфорирована: комбинированная гребенчатая зубцовка 12½:12 (на каждые 2 сантиметра края марки приходится 12½:12 зубцов). В марочных листах 50 (10×5) марок[1][24][25].
82. ↑  Серия «Авиационный спорт в СССР»: Дирижабль «СССР В-1» над Московским Кремлём, синяя. Типографская печать на бумаге, без водяного знака, перфорирована: комбинированная гребенчатая зубцовка 12½:12 (на каждые 2 сантиметра края марки приходится 12½:12 зубцов). В марочных листах 50 (10×5) марок[1][24][25].
83. ↑  Серия «Авиационный спорт в СССР»: парашютисты в небе, лиловая. Типографская печать на бумаге, без водяного знака, перфорирована: комбинированная гребенчатая зубцовка 12½:12 (на каждые 2 сантиметра края марки приходится 12½:12 зубцов). В марочных листах 50 (10×5) марок[1][24][25].
84. ↑  Серия «Авиационный спорт в СССР»: Учебный самолёт Ут-2, синяя. Типографская печать на бумаге, без водяного знака, перфорирована: комбинированная гребенчатая зубцовка 12:12½ (на каждые 2 сантиметра края марки приходится 12:12½ зубцов). В марочных листах 50 (5×10) марок[1][24][25].
85. ↑  Серия «Авиационный спорт в СССР»: Аэростат в полёте, светло-зелёная. Типографская печать на бумаге, без водяного знака, перфорирована: комбинированная гребенчатая зубцовка 12½:12 (на каждые 2 сантиметра края марки приходится 12½:12 зубцов). В марочных листах 50 (10×5) марок[1][24][25].
86. ↑  Серия «Авиационный спорт в СССР»: подъём стратостата, коричневая. Типографская печать на бумаге, без водяного знака, перфорирована: комбинированная гребенчатая зубцовка 12½:12 (на каждые 2 сантиметра края марки приходится 12½:12 зубцов). В марочных листах 50 (10×5) марок[1][24][25].
87. ↑  Серия «Авиационный спорт в СССР»: самолёт АНТ-6 в полёте, сине-зелёная. Типографская печать на бумаге, без водяного знака, перфорирована: комбинированная гребенчатая зубцовка 12:12½ (на каждые 2 сантиметра края марки приходится 12:12½ зубцов). В марочных листах 50 (5×10) марок[1][24][25].
88. 1 2 3 4 5 6  Продолжение, начало серии «Московский метрополитен» из 4 марок см. февраль 1935 года.
89. ↑  Серия «Московский метрополитен имени В. И. Ленина»: «Маяковская», лиловая. Фототипия на бумаге, без водяного знака, перфорирована: линейная зубцовка 12½ (на каждые 2 сантиметра края марки приходится 12½ зубцов). В марочных листах 50 (10×5) марок[1][24][26].
90. ↑  Серия «Московский метрополитен имени В. И. Ленина»: «Сокол», чёрно-коричневая. Фототипия на бумаге, без водяного знака, перфорирована: линейная зубцовка 12½ (на каждые 2 сантиметра края марки приходится 12½ зубцов). В марочных листах 50 (10×5) марок[1][24][26].
91. ↑  Серия «Московский метрополитен имени В. И. Ленина»: «Киевская», коричнево-чёрная. Фототипия на бумаге, без водяного знака, перфорирована: линейная зубцовка 12½ (на каждые 2 сантиметра края марки приходится 12½ зубцов). В марочных листах 50 (10×5) марок[1][24][26].
92. ↑  Серия «Московский метрополитен имени В. И. Ленина»: «Динамо», тёмно-лиловая. Фототипия на бумаге, без водяного знака, перфорирована: линейная зубцовка 12½ (на каждые 2 сантиметра края марки приходится 12½ зубцов). В марочных листах 50 (5×10) марок[1][24][26].
93. ↑  Серия «Московский метрополитен имени В. И. Ленина»: поезд в тоннеле, чёрно-коричневая. Фототипия на бумаге, без водяного знака, перфорирована: линейная зубцовка 12½ (на каждые 2 сантиметра края марки приходится 12½ зубцов). В марочных листах 50 (5×10) марок[1][24][26].
94. ↑  Серия «Московский метрополитен имени В. И. Ленина»: «Площадь Революции», коричневая. Фототипия на бумаге, без водяного знака, перфорирована: линейная зубцовка 12½ (на каждые 2 сантиметра края марки приходится 12½ зубцов). В марочных листах 50 (5×10) марок[1][24][26].
95. ↑  Серия «20-летие ВЛКСМ»: Парашютистка, синяя. Литография на бумаге, без водяного знака, перфорирована: комбинированная гребенчатая зубцовка 12½:12 (на каждые 2 сантиметра края марки приходится 12½:12 зубцов). В марочных листах 50 (10×5) марок[1][24][26].
96. ↑  Серия «20-летие ВЛКСМ»: Шахтёр, красно-коричневая. Литография на бумаге, без водяного знака, перфорирована: комбинированная гребенчатая зубцовка 12½:12 (на каждые 2 сантиметра края марки приходится 12½:12 зубцов). В марочных листах 50 (10×5) марок[1][24][26].
97. ↑  Серия «20-летие ВЛКСМ»: Комбайнёр, фиолетовая. Литография на бумаге, без водяного знака, перфорирована: комбинированная гребенчатая зубцовка 12:12½ (на каждые 2 сантиметра края марки приходится 12:12½ зубцов). В марочных листах 50 (5×10) марок[1][24][26].
98. ↑  Серия «20-летие ВЛКСМ»: Учащиеся, красная. Литография на бумаге, без водяного знака, перфорирована: комбинированная гребенчатая зубцовка 12½:12 (на каждые 2 сантиметра края марки приходится 12½:12 зубцов). В марочных листах 50 (10×5) марок[1][24][26].
99. ↑  Серия «20-летие ВЛКСМ»: Лётчик и моряк, синяя. Литография на бумаге, без водяного знака, перфорирована: комбинированная гребенчатая зубцовка 12:12½ (на каждые 2 сантиметра края марки приходится 12:12½ зубцов). В марочных листах 50 (5×10) марок[1][24][26].
100. ↑  Спорт в СССР. Прыжки в воду, красно-оранжевая. Фототипия на бумаге, без водяного знака, перфорирована: линейная зубцовка 12½ (на каждые 2 сантиметра края марки приходится 12½ зубцов). В марочных листах 100 (10×10) марок[1][27][28][29].
101. ↑  Спорт в СССР. Дискобол, чёрно-коричневая. Фототипия на бумаге, без водяного знака, перфорирована: линейная зубцовка 12½ (на каждые 2 сантиметра края марки приходится 12½ зубцов). В марочных листах 100 (10×10) марок[1][27][28][29].
102. ↑  Спорт в СССР. Теннисист, коричневая. Фототипия на бумаге, без водяного знака, перфорирована: линейная зубцовка 12½ (на каждые 2 сантиметра края марки приходится 12½ зубцов). В марочных листах 100 (10×10) марок[1][27][28][29].
103. ↑  Спорт в СССР. Мотоциклисты, зелёная. Фототипия на бумаге, без водяного знака, перфорирована: линейная зубцовка 12½ (на каждые 2 сантиметра края марки приходится 12½ зубцов). В марочных листах 100 (10×10) марок[1][27][28][29].
104. ↑  Спорт в СССР. Лыжник на дистанции, лиловая. Фототипия на бумаге, без водяного знака, перфорирована: линейная зубцовка 12½ (на каждые 2 сантиметра края марки приходится 12½ зубцов). В марочных листах 100 (10×10) марок[1][27][28][29].
105. ↑  Спорт в СССР. Бегуны у финиша, зелёная. Фототипия на бумаге, без водяного знака, перфорирована: линейная зубцовка 12½ (на каждые 2 сантиметра края марки приходится 12½ зубцов). В марочных листах 100 (10×10) марок[1][27][28][29].
106. ↑  Спорт в СССР. Футболисты, тёмно-синяя. Фототипия на бумаге, без водяного знака, перфорирована: линейная зубцовка 12½ (на каждые 2 сантиметра края марки приходится 12½ зубцов). В марочных листах 100 (10×10) марок[1][27][28][29].
107. ↑  Спорт в СССР. Колонна физкультурников, тёмно-синяя. Фототипия на бумаге, без водяного знака, перфорирована: линейная зубцовка 12½ (на каждые 2 сантиметра края марки приходится 12½ зубцов). В марочных листах 100 (10×10) марок[1][27][28][29].
108. 1 2  Ниже приведён перечень стандартных марок (с возможностью сортировки по номиналу, тиражу и дате введения в обращение).
109. ↑  Работница, ярко-зелёная. Печать типографская на бумаге без водяного знака, перфорирована: комбинированная рамочная зубцовка 12:12½ (на каждые 2 сантиметра края марки приходится 12:12½ зубцов), 100 (10×10) экземпляров на марочных листах[1][33][34].
110. ↑  Колхозница, лиловая. Печать типографская на бумаге без водяного знака, перфорирована: комбинированная рамочная зубцовка 12:12½ (на каждые 2 сантиметра края марки приходится 12:12½ зубцов), 100 (10×10) экземпляров на марочных листах[1][33][34].
111. ↑  Работница, серо-синяя. Размер рисунка 16×23 мм. Печать типографская на простой бумаге без водяного знака, перфорирована: комбинированная гребенчатая зубцовка 12:12½ (на каждые 2 сантиметра края марки приходится 12:12½ зубцов). Разновидности по цвету:  (ЦФА [АО «Марка»] № 556а)  (Mi #677IAa) — синяя и  (ЦФА [АО «Марка»] № 556б)  (Mi #677IAb) — чёрная. В марочных листах по 100 (10×10) марок[8][37][34].